# 橘家米蔵
橘家 米蔵（たちばなや よねぞう）は落語家の名跡。元々は入船 米蔵（いりふね よねぞう）の名で五代目ほど続いたが後に亭号が橘家に変わった。
- 橘家米蔵 - （生没年不詳）本名不詳。 初代三遊亭小圓遊の門下で小輔から四代目橘家圓蔵の門下で橘家米蔵を名乗った人物がいる。兄弟弟子であった六代目三遊亭圓生によると右足が悪く楽屋では「びっこの米蔵」や「セコ足の米蔵」と呼ばれていたという。
- 橘家米蔵 - 当該項目で記述。

## 人物
- 最初は昭和極初期に晩年の5代目三升家小勝の門下で勝平。
- 人形町末広で出演者のアガリ（ギャラ）150円を持ったまま京都へ夜逃げ、それを旅館先で見つかり御用となる。
  - 小勝の妻の計らいで貰い下げてくれたので助かったものの東京には帰れなかった。
- 1930年に名古屋に居つき初代雷門福助の門下で雷門小福から福楽と改名。
- その後名古屋在住の初代桜川ぴん助の門下で桜川初幸と名乗って幇間をやった。
- 1953年
  - 東京に戻り桜川三平の名で夫婦漫才などをしていた。
  - 同年兄弟弟子の7代目橘家圓蔵の内輪で橘家米蔵となり本格的に東京の寄席に拠点を移す。落語協会所属の音曲師として出演していたが地方の芸人ということでコンプレックスもあり東京の寄席の雰囲気になじめず、高座の回数も減り老人ホームで寂しく亡くなったという。